# Celia Mara
Celia Mara (Célia Mara; * 1961 in Pedra Azul, Minas Gerais) ist eine brasilianische Singer-Songwriterin. Sie lebt seit den 1990er Jahren in Europa, pendelt teilweise zwischen ihrem Wohnort Wien und Salvador da Bahia.
Musikalisch-politisch ist sie der Bewegung der Mestizo-Musik zuzuordnen, stilistisch stark geprägt durch die Brasilianische Musik, hier v. a. die MPB, dem übergeordneten Genre der Weltmusik zugerechnet. Sie ist, gemeinsam mit Silvia Jura und Susi Rogenhofer, Mitbegründerin der Bewegung femous: platform for famous female culture.
Am 8. März 2011 wurde ihr die Doppelstaatsbürgerschaft im Interesse der Republik Österreich verliehen.

## Preise und Auszeichnungen
- 1999: Best Worldmusic Artist Austria, Concerto Poll
- 2003: Herta-Pammer-Preis der Katholischen Frauenbewegung Österreichs
- 2006: Copa da Cultura, Exportpreis des brasilianischen Kulturministeriums

## Diskografie
- 1997: Hot Couture Do Samba (Art Libre)
- 1999: Necessario (Art Libre / Turnaround)
- 2005: Bastardista (Globalista / Soulfood Music)
- 2008: Santa Rebeldia (Globalista / Indigo/Hoanzl)